# Meriones tristrami
Meriones tristrami és una espècie de mamífer rosegador de la família dels múrids. Viu a Armènia, l'Azerbaidjan, Geòrgia, l'Iran, l'Iraq, Israel, Jordània, el Líban, Síria i Turquia. Els seus hàbitats naturals són les estepes i els semideserts. És una espècie en risc mínim, és a dir, no sembla que hi hagi cap amenaça significativa per a la seva supervivència. L'espècie fou anomenada en honor del viatger i reverend britànic Henry Baker Tristram.